# Bembidiini
De Bembidiini zijn een tribus van de loopkeverfamilie (Carabidae). De wetenschappelijke naam is gepubliceerd in 1827 door James Francis Stephens.

## Subtribus en geslachten
- Anillina Jeannel, 1937
  - Anillinus Casey, 1918
  - Anillodes Jeannel, 1963
  - Anillopsidius Coiffait, 1969
  - Anillopsis Jeannel, 1937
  - Anillotarsus Mateu, 1980
  - Anillus Jacquelin du Val, 1851
  - Argiloborus Jeannel, 1937
  - Austranillus Giachino, 2005
  - Bafutyphlus Bruneau de Mire, 1986
  - Bhutanillus M.E.Schmid, 1975
  - Binaghites Jeannel, 1937
  - Caecoparvus Jeannel, 1937
  - Carayonites Bruneau de Mire, 1986
  - Corcyranillus Jeannel, 1937
  - Cryptocharidius M.Etonti & Mateu, 1992
  - Cryptorites Jeannel, 1950
  - Dicropterus Ehlers, 1883
  - Elgonotyphlus Sciaky & Zaballos, 1993
  - Geocharidius Jeannel, 1963
  - Geocharis Ehlers, 1883
  - Honduranillus Zaballos, 1997
  - Hygranillus Moore, 1980
  - Hypotyphlus Jeannel, 1937
  - Iason Giachino & Vailati, 2011
  - Iberanillus Espanol, 1971
  - Illaphanus Macleay, 1865
  - Leleupanillus Basilewsky, 1976
  - Mexanillus Vigna Taglianti, 1973
  - Microdipnites Jeannel, 1957
  - Microdipnodes Basilewsky, 1960
  - Microdipnus Jeannel, 1937
  - Microtyphlus Linder, 1863
  - Mystroceridius Reichardt, 1972
  - Neotyphlus Zaballos & Mateu, 1997
  - Nesamblyops Jeannel, 1937
  - Nothanillus Jeannel, 1962
  - Paranillopsis Cicchino & Roig-Junient, 2001
  - Paranillus Jeannel, 1949
  - Parvocaecus Coiffait, 1956
  - Pelocharis Jeannel, 1960
  - Pelodiaetodes Moore, 1980
  - Pelodiaetus Jeannel, 1937
  - Pelonomites Jeannel, 1963
  - Perucharidius Mateu & M.Etonti, 2002
  - Prioniomus Jeannel, 1937
  - Pseudanillus Bedel, 1896
  - Rhegmatobius Jeannel, 1937
  - Scotodipnus Schaum, 1860
  - Serranillus Barr, 1996
  - Stylulus Schaufuss, 1882
  - Tasmanillus Giachino, 2005
  - Turkanillus Coiffait, 1956
  - Typhlocharis Dieck, 1869
  - Typhlonesiotes Jeannel, 1937
  - Winklerites Jeannel, 1937
  - Zapotecanillus Sokolov, 2013
  - Zeanillus Jeannel, 1937
  - Zoianillus Sciaky, 1994
- Bembidiina Stephens, 1827
  - Amerizus Chaudoir, 1868
  - Asaphidion Gozis, 1886
  - Bembidarenas Erwin, 1972
  - Bembidion Latreille, 1802
  - Caecidium Ueno, 1971
  - Cillenus Samouelle, 1819
  - Ocys Stephens, 1828
  - Orzolina Machado, 1987
  - Phrypeus Casey, 1924
  - Sakagutia Ueno, 1954
  - Sinechostictus Motschulsky, 1864
  - Zecillenus Lindroth, 1980
- Horologionina Jeannel, 1949
  - Horologion Valentine, 1932
- Lovriciina Giachino, Gueorguiev & Vailati, 2011
  - Lovricia Pretner, 1979
  - Neolovricia Lakota, Jalzic & Moravec, 2009
  - Paralovricia Giachino, Gueorguiev & Vailati, 2011
- Tachyina Motschulsky, 1862
  - Afrotachys Basilewsky, 1958
  - Andinodontis Erwin & Toledano, 2010
  - Anomotachys Jeannel, 1946
  - Argentinatachoides Sallenave, Erwin & Roig-Junient, 2008
  - Costitachys Erwin, 1974
  - Elaphropus Motschulsky, 1839
  - Kiwitachys Larochelle & Lariviere, 2007
  - Liotachys Bates, 1871
  - Lymnastis Motschulsky, 1862
  - Meotachys Erwin, 1974
  - Micratopus Casey, 1914
  - Pericompsus LeConte, 1852
  - Porotachys Netolitzky, 1914
  - Straneoites Basilewsky, 1947
  - Tachys Dejean, 1821
  - Tachysbembix Erwin 2004
  - Tachyta Kirby, 1837
- Xystosomina
  - Erwiniana Paulsen & Smith, 2003
  - Geballusa Erwin, 1994
  - Gouleta Erwin, 1994
  - Inpa Erwin, 1978
  - Mioptachys Bates, 1882
  - Moirainpa Erwin, 1984
  - Philipis Erwin, 1994
  - Xystosomus Schaum, 1859